# تاداماسا غوتو
تاداماسا غوتو (مواليد 16 سبتمبر 1943 -) هو ياكوزا ياباني معتزل. تمت ادانته تسع مرات على الأقل. كان يعرف بأنه أحد قادة الياكوزا البارزين وفي فترة ما كان يعتبر أقوى زعيم إجرامي في طوكيو، حتى أنه أطلق عليه لقب «جون غوتي الياباني».